# Dispareu contra el pianista
Dispareu contra el pianista (títol original en anglès Down There, reeditat com Shoot the Piano Player) és una novel·la negra de David Goodis, publicada originalment en 1956, en la sèrie Gold Metal Books de l'editorial estatunidenca Fawcett Publications.

## Context
David Goodis havia triomfat el 1946 amb la seva segona novel·la (primera del gènere negre) Dark Passage, i sobretot amb l'adaptació cinematogràfica realitzada un any després per Delmer Daves i protagonitzada per Humphrey Bogart i Lauren Bacall, Camí fosc. Les tres següents novel·les també foren exitoses. A més, l'èxit de l'esmentada pel·lícula li havia proporcionat un bon contracte com a guionista per a Warner Brothers. Però Goodis no estava fet per a Hollywood, com tampoc altres autors de novel·la negra com Raymond Chandler.
Així, Goodis va renunciar als 2.000 dòlars setmanals i va tornar a Filadèlfia, on va continuar escrivint si bé, a partir de 1951, totes les seves novel·les es publicaren en edicions de butxaca i econòmiques.
En aquesta època tots els seus llibres tenien semblances argumentals: un home estimat i admirat acaba als baixos fons per un cop del destí, que ell accepta ràpidament (si no el provoca inconscientment), i allà es deixa anar castigant-se amb alcohol i records, sabent que està condemnat per endavant. Goodis havia sigut periodista abans d'escriure Dark Passage i les seves investigacions l'havien portat a tractar aquest tipus d'ambients sòrdids.

## Personatges
- Edward "Eddie" Webster Lynn: El pianista i protagonista de la història.
- Lena: Cambrera, companya de feina de Eddie.
- Clarice: Prostituta, veïna i amiga/amant de Eddie.
- Clifton: Germà gran de Eddie.
- Turley: L'altre germà de Eddie.
- Feather: Pistoler a sou.
- Morris: Altre pistoler a sou.
- Harriet: Mestressa del bar on treballa Eddie.
- Wally Plyne: Goril·la del bar i marit de Harriet.
- Teresa Fernández: Esposa de Eddie.
- Gelensky: Professor de música.
- Eugene Alexander: Agent artístic.
- Arthur Woodling: Empresari de concerts.
- John: Amo del bar John's.

## Argument
Un home fuig de nit pels carrers de Filadèlfia, perseguit per un cotxe amb dos persones a dintre. Estem a finals de novembre i, la gelada, fa que caigui i rebi cops, però aconsegueix arribar al seu destí, el bar Harriet's Hut. L'home és Turley Lynn i busca el seu germà Eddie, pianista del bar, per que l'ajudi a escapolir-se. En principi la indiferència d'Eddie cap al seu germà es total, però quan entren al bar Morris i Feather, els perseguidors, fa caure unes caixes de cervesa, donant temps a Turley a fugir per una porta lateral. Aquest fet crida l'atenció de Wally, per que Eddie porta ja tres anys al bar i mai s'ha relacionat amb ningú més enllà d'allò estrictament necessari. Llavors els dos tenen una tensa conversa.
A l'hora de tancament, i quan Eddie ja marxava, Lena, la cambrera, li demana unes monedes per poder anar a sopar alguna cosa, però sembla que és més una excusa per començar una conversa. Acaben prenen alguna cosa en el John's, a on coincideixen amb els dos pinxos que perseguien al germà. Quan surten d'allà i mentre passegen també se'ls troben. Per escapolir-se es fiquen en un carreró molt estret, on el contacte amb la Lena farà que Eddie tingui rars pensaments. Quan ja ha arribat a casa i s'ha ficat al llit, apareix Clarice. Després d'una estona de conversa ella li ofereix de passar la nit junts, sense cobrar-li, per què algún altre cop que ha estat així s'ha sentit especial, però Eddie, amablement, la rebutja, preocupat per la seva reacció quan ha estat amb Lena i pel seu germà.
Al dia següent Morris i Feather resten esperant a Eddie a la porta de casa seva, doncs han anat a la taverna i han aconseguit de Wally Plyne diferentes informacions sobre Eddie, inclosa la seva adreça. Quan Eddie surt de casa inicien els tres una conversa, demanant-li els pinxos pel lloc on s'amaga son germà, dient que només volen trobar-lo per parlar. Eddie els respon que no sap on para, i ells miren de sobornar-lo oferint-li calers. En aquest moment apareix Lena i davant les negatives d'Eddie els obliguen a pujar al cotxe a punta de pistola; volen que Eddie els porti fins a la masia familiar dels Lynn, situada a South Jersey, a pocs kilòmetres de Filadelfia, encara que no es fàcil d'arribar per què està
a l'interior d'un bosc. Lena i Eddie aconsegueixen cridar l'atenció d'un policia, que atura el cotxe dels gàngsters, i ells aprofiten per escapolir-se. Mentre tornen caminant Lena diu que coneix la veritable identitat d'Eddie, un reconegut concertista de piano.
Això porta a Eddie a iniciar una analepsi on explicarà la seva història. La seva infantesa al mas amb els seus dos germans grans, que ja eren uns trapelles, la seva mare i el pare. Aquest últim, malgrat ser un alcohòlic de caràcter feble, serà qui el farà estimar la música i li començarà a donar classes de piano. Amb 14 anys aconseguirà una beca per estudiar a un institut musical. Amb 19 marxa a Nova York i coneix Eugene Alexander, qui serà el seu veritable mentor, doncs el mantindrà i li pagarà les classes de piano amb Gelensky, el que, afegit al seu talent natural, el farà convertir-se en un autèntic virtuós. Però just quan aconsegueix el seu primer contracte per un concert important es mobilitzat i enviat a la Primera Guerra Mundial, a on serà ferit tres vegades. En tornar, el seu món se n'ha anat en orris, Alexander és mort i Gelensky ha marxat a Sud-amèrica; no troba ningú que li dongui una oportunitat com concertista i acaba donant classes de piano particulars. Així coneix Teresa, de la que s'enamora i es casa amb ella. Un dia, al restaurant on treballa Teresa i a on ha anat a esmorzar, el reconeix Woodling, un important empresari de concerts. Woodling el fa triomfar, però pagant un alt preu: durant una temporada se'n va al llit amb Teresa. Després de diverses gires per Europa i Estats Units, Teresa no pot soportar més la culpabilitat, li confesa l'adulteri a Edward i es suïcida. Tot això torna boig a Edward i durant força temps es dedica a beure alcohol i buscar brega, en un procés altament autodestructiu. Fins que un dia decideix tornar a la granja familiar pel Dia d'acció de gràcies, a on es retroba amb els pares i els dos germans, que han esdevingut en gangsters dedicats al contraban de cotxes robats; ells li fan una oferta per unir-se al negoci, però diu que no, i decideix tornar a Filadelfia, a on començarà a treballar al Harriet's Hut com pianista.
Després que Lena li digui a Eddie que sap qui és en realitat, tots dos tornen al bar a on, després d'una increpació de Harriet, i amb tota la tensió del dia, Lena comença una forta discussió amb Wally Plyne, que està secretament enamorat d'ella, però que no soporta com l'insulta i està a punt d'agredir-la físicament. En aquest moment Eddie es fica pel mig i comença una baralla en la que, per accident, Eddie mata a Wally. Després d'això, Eddie decideix amagar-se a la masia familiar, i Lena aconsegueix un cotxe i el porta fins allà, però l'obliga a tornar a Filadelfia. Allà es troba amb els seus germans que estàn esperant un previsible atac de Morris i Feather, que els persegueixen perquè els han robat.
Al dia següent, cap al migdia torna Lena a la granja, amb la notícia de que Eddie està lliure de culpa, per què diversos clients del bar han testificat davant la policia que la mort de Wally va ser un accident. Eddie decideix tornar a Filadelfia amb Lena, però l'aparició del cotxe de Morris i Feather, que han seguit Lena, precipitarà els esdeveniments...

## Recepció i edicions
La novel·la va ser publicada per Fawcett, en la seva divisió Gold Medal Books, que era la que publicava els llibres en rústica, llibrets barats amb temàtiques com novel·la negra, western i històries bèliques. Aquestes nove·les no eren ni tan sols considerades per la crítica literaria, encara que moltes d'elles més tard esdevindríen clàssics.
En canvi a França, i gràcies sobre tot a la Série noire de Éditions Gallimard, eren reconeguts escriptors com Cornell Woolrich, Jim Thompson o el mateix Goodis, que als Estats Units pasaven desapercebuts. Fins i tot, aquests autors, per les seves històries depriments i en las que qui mana és el destí i no l'home, van ser reconeguts i elogiats com escriptors existencialistes.
La novel·la va ser traduïda per Chantal Wourgaft el 1957 per a la Série noire, i la posterior adaptació de François Truffaut, titulada igual que la traducció francesa Tirez sur le pianiste, la va convertir en un èxit, i portà a una reimpressió en anglès, aquesta vegada titulada Shoot the Piano Player a l'editorial Black Cat. 
En català va ser traduïda per Montserrat Solanas, i publicada al 1987 com a número 66 de la col·lecció Seleccions de la cua de palla, d'Edicions 62.

## Adaptació cinematogràfica
En 1960 Truffaut, que havia llegit la novel·la per recomanació de la seva dona, va fer una famosa versió cinematogràfica, protagonitzada per Charles Aznavour i Marie Dubois.